# György Bródy
György Bródy (* 21. Juli 1908 in Budapest, Österreich-Ungarn; † 5. August 1967 in Johannesburg, Südafrika) war ein ungarischer Wasserballspieler.
Bródy nahm erstmals an den Olympischen Spielen 1932 in Los Angeles teil, bei denen er nach Siegen über Deutschland (6:2) und Amerika (7:0) mit seinen Teamkollegen Sándor Ivády, Márton Homonnay, Olivér Halassy, József Vértesy, János Németh, István Barta, Alajos Keserű, Miklós Sárkány und Ferenc Keserű die Goldmedaille holte.
Vier Jahre später stand Ungarn, nachdem es alle vier Vorrundenspiele hatte gewinnen können, mit Frankreich und Deutschland in der Finalrunde, welche Ungarn für sich entscheiden konnte. Bródy holte, zusammen mit den Teamkollegen Kálmán Hazai, Márton Homonnay, Olivér Halassy, Jenő Brandi, Mihály Bozsi, James János Németh, István Molnár, György Kutasi, Sándor Tarics und Miklós Sárkány, seine zweite Goldmedaille. 